# Jacinto de Bejarano
Jacinto e Bexarano y Lavayen Santistevan o Jacinto Rodríguez de Bejarano y Lavayen (Guayaquil, Virreinato de la Nueva Granada, 2 de septiembre de 1752 – Ibidem, c.  1820). Militar, precursor y prócer de la independencia de la Provincia Libre de Guayaquil. Hijo de José Rodríguez de Bejarano, oriundo de Villafronte, Oviedo, España y de Manuela Lavayen y Santistevan, natural de Guayaquil, Provincia del Guayas, del actual Ecuador. Fue tío materno de Vicente Rocafuerte ex presidente del Ecuador.

## Biografía

### Inicios
Finalizada su educación formal, a la edad de 19 años ingresó como cadete de la de la Compañía de Guayaquil. El 25 de noviembre de 1779, el rey Carlos III de España, lo nombró Coronel. 
En 1781 quedó encargado de la Gobernación y del Comando de Armas de Guayaquil, a causa de la ausencia del titular que convalecía, en la ciudad de Babahoyo, de un grave accidente. En 1782 fue elegido Alcalde Ordinario del Cabildo de Guayaquil. Perteneció, a la Sociedad Patriótica de Amigos del País de Quito o Escuela de la Concordia, fundada en Quito, en 1791, por Eugenio Espejo
Dueño de un gran patrimonio económico, en 1797 viajó a Europa. En París conoció y trabó amistad con Francisco Miranda,  el “Precursor”,  interviniendo en las negociaciones que se realizaron con objeto de obtener el apoyo de Inglaterra a la causa de la independencia hispanoamericana. Participando, el 22 de diciembre de ese año, en la reunión secreta que convocó Miranda, con el fin de suscribir un acta de compromiso por la lucha de la libertad de América. Retornando a Guayaquil en 1798.
El 15 de abril de 1788, el rey  Carlos III le confirió el hábito y la Cruz de Caballero de la Orden de Santiago, despachando el título el 19 de julio de 1789.
En 1802 vuelve a viajar a Europa, esta vez llevando consigo a su sobrino Vicente Rocafuerte y Bejarano, a fin de que se eduque en un destacado centro educativo de Francia. Matriculándolo en el colegio de nobles de san Germán de Laya.

### Precursor de la independencia
En 1803, regresó a Guayaquil convirtiéndose enseguida en uno de los personajes más importantes de su tiempo. Dedicándose a incentivar en los guayaquileños los ideales independentistas.
Producido el 10 de agosto de 1809, en Quito, el primer grito independentista, el gobernador de Guayaquil, coronel Bartolomé Cucalón y Villamayor, dispuso su arresto domiciliario, así como el de Vicente Rocafuerte, acusándolos de conspiradores. Siendo posteriormente liberados al no habérseles podido encontrar evidencias que los comprometiera.
En febrero de 1811, organizó y dirigió la defensa de Guayaquil, ante lo que se creyó, era un ataque perpetrado por piratas ingleses a la ciudad, cuando en realidad se trataba de las fuerzas del almirante Guillermo Brown, que llegaban, a nombre de la Junta de Buenos Aires, con la intención de lograr la independencia de Guayaquil y amplificar la sublevación por toda América. Al darse cuenta de la equivocación sufrida, encontrándose a Brown prisionero, se unió a quienes demandaron a las autoridades españolas la libertad del cautivo.

### La Fragua de Vulcano
El 1º de octubre de 1820 se produjo en la residencia del Gral. José de Villamil la histórica reunión a la que José de Antepara denominó “La Fragua de Vulcano”. En la que los conjurados independentistas, unánimemente, convinieron designarlo jefe del movimiento revolucionario, comisionado a Villamil para que se traslade hasta su casa a fin de  informarle de dicho nombramiento y pedirle su aceptación. Designación que declinó, alegando a que se encontraba viejo y enfermo;  por lo que además, reflexionó que sería para él una humillación aceptar la dirección de una  gesta revolucionaria tan significativa sin poder estar al frente de la misma. Deseándoles el triunfo a los independentistas, manifestó: "Dios proteja a ustedes, les deseo el más completo triunfo. Acuérdense que todo cede al arrojo”.

### Últimos años
Producido exitosamente, el levantamiento del 9 de octubre de 1820, con la toma del gobierno. Con la satisfacción de que dicho triunfo  materializaba la Independencia de Guayaquil y la creación de una Provincia libre, se retiró de toda actividad pública, falleciendo después de poco tiempo, en su nativa ciudad.

## Matrimonio
Contrajo matrimonio con su sobrina carnal Josefa Rosa Nicolasa de Rocafuerte y Rodríguez de Bejarano. De cuyo matrimonio no hubo descendencia.

## Filántropo
Se caracterizó por aportar fuertes sumas de dinero para que se realizaran muchas obras en su ciudad, así como costear variados gastos de la milicia.
Igualmente, fue su costumbre ayudar a los pobres y prodigar limosnas. Siendo, en mérito de aquello, que el rey Carlos III, en 1779, le concedió el hábito y la Cruz de Caballero de la Orden de Santiago.